# هراند هاکوبیان (فیلسوف)
هراند خاچاطوری هاکوبیان (ارمنی: Հրանտ Խաչատուրի Հակոբյան؛ زاده ۱۷ دسامبر ۱۹۲۷ - درگذشته ۲۳ نوامبر ۲۰۱۱) فیلسوف، کارشناس علوم پرورشی اهل ارمنستان بود.

## زندگی‌نامه
وی در ۱۷ دسامبر ۱۹۲۷ در ساروخان در به دنیا آمد و از دانشگاه دولتی علوم پرورشی خاچاطور آبوویان ارمنستان (۱۹۵۰) و دانشگاه دولتی ایروان (۱۹۵۵) فارغ‌التحصیل گشت. هرانوش هاکوبیان و کوریون دختر و پسر وی می‌باشند.  وی همچنین برنده جوایزی همچون آموزگار شایسته جمهوری ارمنستان (۲۰۱۰) شد. وی در ۲۳ نوامبر ۲۰۱۱ در سن ۸۳ سالگی در ایروان درگذشت.

## یادداشت
1. ↑  փիլիսոփայական գիտությունների դոկտոր